# Johann Heinrich Jacob Amberg
Johann Heinrich Jacob Amberg (1756 in Lübeck – nach 1816) war ein deutscher Theaterschauspieler und Komiker.

## Leben
Johann Amberg betrat schon in Kinderrollen die Bühne. Seine eigentliche Ausbildung erhielt er bei Theaterprinzipal Schuch, wo er sein Talent für komische Rollen wiederholt erweitern konnte. Bereits frühzeitig wollte er Chef einer Theatergesellschaft sein und gründete daher, kaum 20 Jahre alt, in Pommern eine Truppe. Er bereiste mit derselben das nördliche Deutschland, konnte sich jedoch nicht halten, so dass er die Gesellschaft auflösen musste. Nachdem er sich einige Jahre an größeren und kleineren Theatern als Bedienter, Dümmling und in karikierten Partien beliebt gemacht hatte, wurde er am 1. Juli 1787 in Berlin engagiert. Er blieb dort bis 31. März 1792, in welchem Jahre er in den Verband des Theaters Frankfurt am Main trat. Hier erreichte er den Höhepunkt seiner Beliebtheit und er durfte sich nur auf der Bühne zeigen, und schon empfing ihn der Applaus und herzliches Lachen. Amberg war geborener Komiker. Sein „Peter“ in Menschenhaß und Reue wurde als unübertreffliche Leistung seiner Zeit hingestellt. 1816 trat er in Pension und starb einige Jahre darauf.